# 范滇元
范滇元（1939年2月18日—），江苏常熟人，光电子与激光技术专家，中国工程院院士。
1995年，获选中国工程院信息与电子工程学部院士。